# (7144) Dossobuono
(7144) Dossobuono est un astéroïde de la ceinture principale.

## Description
(7144) Dossobuono est un astéroïde de la ceinture principale. Il fut découvert le 20 mai 1996 à Dossobuono par Luciano Lai. Il présente une orbite caractérisée par un demi-grand axe de 2,42 UA, une excentricité de 0,14 et une inclinaison de 6,3° par rapport à l'écliptique.

## Compléments